# Статистика Максвелла — Больцмана
Статистика Максвелла — Больцмана — статистичний метод опису фізичних систем, що містять велику кількість невзаємодійних частинок, що рухаються за законами класичної механіки (тобто класичного ідеального газу); запропонована в 1871 р. австрійським фізиком Л. Больцманом.

## Вивід розподілу
Із загального розподілу Ґіббса.
Розглянемо систему частинок, що знаходиться в однорідному полі. В такому полі кожна молекула ідеального газу має повну енергією
{\displaystyle \varepsilon =\varepsilon _{kin}+u(x,y,z)}, де
{\displaystyle \varepsilon _{kin}} — кінетична енергія її поступального руху, а {\displaystyle ~u} — потенційна енергія в зовнішньому полі, яка залежить від її положення.
Підставимо цей вираз для енергії у розподіл Ґіббса для молекули ідеального газу
{\displaystyle \left(\mathrm {d} w={\frac {1}{z}}\mathrm {exp} \left(-{\frac {\varepsilon (p,q)}{\theta }}\right)\cdot {\frac {\mathrm {d} p_{x}\mathrm {d} p_{y}\mathrm {d} p_{z}\mathrm {d} V}{h^{3}}}\right)}
(де {\displaystyle ~\mathrm {d} w} — ймовірність того, що частка перебуває в стані зі значеннями координат {\displaystyle ~q} і імпульсів {\displaystyle ~p}, в інтервалі {\displaystyle ~\mathrm {d} p_{x}\mathrm {d} p_{y}\mathrm {d} p_{z}\mathrm {d} V})
маємо:
{\displaystyle \mathrm {d} w={\frac {1}{zh^{3}}}\mathrm {exp} \left(-{\frac {\varepsilon _{kin}+u}{kT}}\right)\cdot \mathrm {d} p_{x}\mathrm {d} p_{y}\mathrm {d} p_{z}\mathrm {d} V},
де статистичний інтеграл рівний:
{\displaystyle z=\int \mathrm {exp} \left(-{\frac {\varepsilon _{kin}+u}{kT}}\right)\cdot {\frac {\mathrm {d} p_{x}\mathrm {d} p_{y}\mathrm {d} p_{z}\mathrm {d} V}{h^{3}}}}
інтегрування ведеться по всіх можливих значень змінних. Далі статистичний інтеграл можна написати у вигляді:
{\displaystyle z={\frac {1}{h^{3}}}\int \mathrm {exp} \left(-{\frac {\varepsilon _{kin}}{kT}}\right)\cdot \mathrm {d} p_{x}\mathrm {d} p_{y}\mathrm {d} p_{z}\cdot \int \mathrm {exp} \left(-{\frac {u}{kT}}\right)\mathrm {d} V=\left({\frac {2\pi mkT}{h^{2}}}\right)^{3/2}\cdot \int \mathrm {exp} \left(-{\frac {u}{kT}}\right)\mathrm {d} V},
ми знаходимо, що нормоване на одиницю розподіл Ґіббса для молекули газу при наявності зовнішнього поля має вигляд:
{\displaystyle \mathrm {d} w={\frac {1}{(2\pi mkT)^{3/2}}}\cdot \mathrm {exp} \left(-{\frac {p^{2}}{2mkT}}\right)\mathrm {d} p_{x}\mathrm {d} p_{y}\mathrm {d} p_{z}\cdot {\frac {e^{-{\frac {u}{kT}}}\mathrm {d} V}{\int e^{-{\frac {u}{kT}}}\mathrm {d} V}}\qquad \qquad (1)}.
Отриманий розподіл ймовірностей, що характеризує ймовірність того, що молекула має даний імпульс і знаходиться в даному елементі об'єму, носить назву розподіл Максвелла — Больцмана.

## Деякі властивості
При розгляді розподілу Максвелла — Больцмана, кидається в очі важлива властивість — його можна представити як добуток двох множників:
{\displaystyle \mathrm {d} w=\left[{\frac {1}{(2\pi mkT)^{3/2}}}\cdot \mathrm {exp} \left(-{\frac {p^{2}}{2mkT}}\right)\mathrm {d} p_{x}\mathrm {d} p_{y}\mathrm {d} p_{z}\right]\cdot \left[{\frac {e^{-{\frac {u}{kT}}}\mathrm {d} V}{\int e^{-{\frac {u}{kT}}}\mathrm {d} V}}\right]\qquad \qquad (2)}.
Перший множник є не що інше, як розподіл Максвелла, воно характеризує розподіл ймовірностей по імпульсах. Другий множник залежить лише від координат частинок і визначається видом її потенційної енергії. Він характеризує ймовірність виявлення частки в обсязі dV.
Згідно з теорією ймовірностей, розподіл Максвелла — Больцмана можна розглядати як добуток ймовірностей двох незалежних подій — ймовірність даного значення імпульсу та даного положення молекули. Перша з них:
{\displaystyle \mathrm {d} w={\frac {1}{(2\pi mkT)^{3/2}}}\cdot \mathrm {exp} \left(-{\frac {p^{2}}{2mkT}}\right)\mathrm {d} p_{x}\mathrm {d} p_{y}\mathrm {d} p_{z}}
представляє розподіл Максвелла, друга ймовірність:
{\displaystyle \mathrm {d} w={\frac {e^{-{\frac {u}{kT}}}\mathrm {d} V}{\int e^{-{\frac {u}{kT}}}\mathrm {d} V}}}
— розподіл Больцмана. Очевидно, що кожне з них нормовано на одиницю.

### Більш фундаментальні явища
Розподіл Больцмана є окремим випадком канонічного розподілу Ґіббса для ідеального газу в зовнішньому потенціальному полі, так як за відсутності взаємодії між частками розподіл Гіббса розпадається на твір розподілів Больцмана для окремих частинок.

### Важливий наслідок
Незалежність ймовірностей дає важливий результат: ймовірність даного значення імпульсу абсолютно не залежить від положення молекули і, навпаки, ймовірність положення молекули не залежить від її імпульсу. Це означає що розподіл часток по імпульсах (швидкостям) не залежить від поля, іншими словами залишається тим же самим від точки до точки простору, в якому укладений газ. Змінюється лише імовірність виявлення частки або, що те ж саме, число частинок.